# Tourniquet (Band)
Tourniquet war eine US-amerikanische Metal-Band. Sie kombinierten verschiedene Stilmittel des Heavy Metal und christliche Texte (s. Christlicher Metal) zu einem sowohl melodischen, als auch rifforientierten, in ihren eigenen Worten sogenannten Progtail (Progressive Metal). In den USA haben Tourniquet viele Auszeichnungen erhalten, hatten mehrere Singles auf Platz 1 in den Metal- und den Rock-Charts und sind bekannt für energetische Live-Shows.

## Name und Konzept
"Tourniquet" (AmE: ˡtɜ:rnəkət) ist dem Französischen entlehnt und eine Bezeichnung für den in der Medizin verwendeten Stauschlauch, den man beim Abbinden von Blutungen einsetzt. Der Wahlspruch der vier Musiker steht in Psalm 147,3 und bezieht sich direkt auf den Bandnamen: Er heilt, die zerbrochenen Herzens sind, und verbindet ihre Wunden. (nach Luther). Ihr Hauptziel ist es, Musik zum Lob Gottes zu machen und ihre Hörer durch kritische Texte zum Nachdenken anzuregen.

## Bandgeschichte
Tourniquet wurde 1990 in Los Angeles von Ted Kirkpatrick (Schlagzeug), Guy Ritter (Gesang) und Gary Lenaire (Gitarre) gegründet.
Bereits im Gründungsjahr wurden Tourniquet von Intense Records unter Vertrag genommen und brachten ihr Debüt-Album Stop The Bleeding heraus. Die Bass-Parts spielte dabei Ted Kirkpatrick ein. Als Gastmusiker konnten Mark Lewis (Gitarre) und Erik Jan James (Bass), der allerdings nur als Imageperson mitwirkte und keine einzige Note auf dem Album spielte, verpflichtet werden. "Stop the Bleeding" wurde von den Lesern des HM-Magazins 1991 zum besten Album des Jahres gewählt.
Aufsehen erregte die Single-Auskopplung des von Tierversuchen handelnden "Ark Of Suffering". Der dazu veröffentlichte Videoclip wurde auf MTV gezeigt, wegen seiner brutalen Darstellung der Misshandlung von Tieren allerdings bald aus dem Programm genommen.
1991 veröffentlichten Tourniquet ihr zweites Album Psycho Surgery. Auf diesem sind erstmals Victor Macias (Bass) und Erik Mendez (Gitarre) zu hören. Der Sound dieses Albums ist thrashiger als der des Vorgängers und kommt ganz ohne höhere Gesangseinlagen des Frontmanns Guy Ritter aus.
Während der Aufnahmen zu Pathogenic Ocular Dissonance 1992 verließ Guy Ritter die Band, weil seine musikalischen Vorstellungen nicht mehr mit denen der restlichen Band übereinstimmten. Gitarrist Gary Lenaire wird deshalb von Erik Mendez und Victor Macias gesanglich unterstützt.
1993 erschien mit der Live-EP eine Live-Studio-Aufnahme. Auf dieser wird Gary Lenaire von Les Carlsen (Bloodgood) am Mikrofon unterstützt. Dieses Album bildet zusammen mit Alben von Mortification, Deliverance und Die Happy die "Intense Live Series" (in dieser Edition lautet der Titel darum auch "Intense Live Series, Vol. II"). Erik Mendez verließ nach den Aufnahmen die Band, um sich intensiver der Malerei widmen zu können.
Das 1994 erschienene Album Vanishing Lessons klingt deutlich softer und grooviger als die anderen Alben. Mit Luke Easter hatten Tourniquet außerdem einen neuen Sänger gefunden, der stimmlich deutlich tiefer angesiedelt war als Guy Ritter. Als Gastmusiker sind Lavant Coppic, der einige Backgroundvocals für "Drowning Machine" beisteuerte, und M. Russo (Gitarre) zu hören. Das Album wurde von den Lesern des HM-Magazines zum besten Album des Jahres gewählt und erhielt außerdem einen GMA Dove Award für das beste Metal-Album.
Auf der EP Carry the Wounded (1995) wirkte erstmals Aaron Guerra (Gitarre) mit. Die EP überraschte durch Klavierbegleitung bei der ungewöhnlich feinfühligen Ballade "When The Love Is Right".
1996 kam mit The Collected Works Of Tourniquet ein Best-of-Album heraus, auf dem neben Liedern aus den letzten fünf Veröffentlichungen (außer der Live-EP) auch zwei neue Lieder zu hören sind. Auf den beiden neuen Liedern ist am Bass nicht mehr Victor Macias, der die Band wegen Differenzen bezüglich biblischer Ansichten verließ, sondern Ted Kirkpatrick zu hören. Nach den Aufnahmen verließ auch Gary Lenaire die Band und gründete kurz darauf zusammen mit Ex-Tourniquet-Sänger Guy Ritter die Band Echo Hollow.
Crawl To China wurde 1997 unter der neuen Plattenfirma "Diadem" veröffentlicht. Die Zusammenarbeit mit "Diadem" verlief für Tourniquet allerdings so wenig zufriedenstellend, dass man sich entschloss, künftig unter eigener Regie zu produzieren, und das Plattenlabel "Tourniquet Productions" gründete.
Mit Acoustic Archives erschien 1998 ein Akustikalbum, auf dem Ted Kirkpatrick und Aaron Guerra Gitarre spielen und Luke Easter und Aaron Guerra singen. Die meisten Lieder des Albums sind unplugged-Versionen bisheriger Tourniquet-Stücke.
2000 wurde Microscopic View Of A Telescopic Realm unter dem Label Metal Blade herausgebracht. Dieses Album ist wieder deutlich thrashiger und mit Elementen klassischer Musik (z. B. Themen von Bach) durchsetzt. So werden viele Lieder von einem Cello (Jennifer Hall) und von einer Flöte (Cameron Stone) begleitet. Außerdem steuert Steve Rowe (Mortification) einige Worte zum Gesang bei.
2002 verließ Tourniquets zu diesem Zeitpunkt einziger Gitarrist Aaron Guerra die Band, um seiner Familie mehr Zeit widmen zu können. Weil sich kein Ersatz fand, schlug man einen ungewöhnlichen Weg ein: Das 2003 erschienene Album Where Moth And Rust Destroy wurde komplett mit Gastgitarristen aufgenommen – Marty Friedman (Ex-Megadeth) und Bruce Franklin (Trouble), die für virtuose Gitarrenparts verantwortlich zeichnen – so etwa im 9:34 Minuten langen "Healing Waters Of The Tigris", das durch minutenlange Gitarrensoli glänzt.
Musikalisch setzte Where Moth And Rust Destroy den Weg, den man mit dem Vorgängeralbum eingeschlagen hatte, weiter fort. Die CD ist jedoch noch etwas melodischer und gitarrenlastiger.
Steve Andino (Bass), der vorher oft bei Live-Auftritten ausgeholfen hatte, ist seitdem festes Mitglied der Band. An der Violine hört man Dave Bullock.
Im November 2004 wurde auf Tourniquets Website bekanntgegeben, dass Aaron Guerra der Band wieder an der Gitarre beigetreten ist, und ein neues Album angekündigt. Seitdem gibt die Band wieder gelegentlich Konzerte.
2010 veröffentlichte Schlagzeuger und Haupt-Songwriter Ted Kirkpatrick zwei Soloalben. In Ode to a Roadkill mischt er Tiergeräusche mit Stoner Rock, um auf die Millionen von Tieren aufmerksam zu machen, die jährlich im Straßenverkehr sterben. Auf In the Shadow of the Masters unterlegt er Stücke bekannter klassischer Komponisten mit seinen Schlagzeugtracks, ähnlich wie er es schon in dem Stück "K517" (Vanishing Lessons, 1994) getan hatte.
Schon früher im Jahr 2010 erschien das 1998 aufgenommene Live-Album "Tourniquet – Live in California".

## Diskografie

### Alben
- 1990 – Stop the Bleeding (Frontline)
- 1991 – Psycho Surgery (Frontline/Metal Blade)
- 1992 – Pathogenic Ocular Dissonance (Frontline/Metal Blade)
- 1993 – Live-EP (Frontline) (auch: Intense Live Series, Vol. II)
- 1994 – Vanishing Lessons (Frontline)
- 1995 – Carry the Wounded-EP (Frontline)
- 1996 – Collected Works (Frontline)
- 1997 – Crawl to China (Diadem)
- 1998 – Acoustic Archives (Tourniquet Productions)
- 2000 – Microscopic View of a Telescopic Realm (Metal Blade)
- 2003 – Where Moth and Rust Destroy (Metal Blade)
- 2004 – Vanishing Lessons (Pathogenic Records, Re-Release)
- 2009 – Crawl to China (Pathogenic Records, Re-Release)
- 2010 – Tourniquet – Live in California (Pathogenic Records (?), Live-Album)
- 2012 – Antiseptic Bloodbath
- 2014 – Onward To Freedom
- 2018 – Gazing at Medusa

### Videos
- Ark of Suffering (1991) – Music Video
- Video Biopsy (1992) – VHS
- Pushin’ Broom Video (1995) – VHS
- The Unreleased Drum Solos of Ted Kirkpatrick (1997) – VHS
- Guitar Instructional Video (1998) – VHS
- Tourniquet Live in California (1998) – VHS
- Video Biopsy (re-release) (2000) – VHS
- Circadian Rhythms – The Drumming World of Ted Kirkpatrick (2003) – DVD
- Ocular Digital (2003) – DVD
- Till Sverige Med Kärlek (To Sweden With Love) (2006) – DVD